# Coptosapelta griffithii
Coptosapelta griffithii är en måreväxtart som beskrevs av Joseph Dalton Hooker. Coptosapelta griffithii ingår i släktet Coptosapelta och familjen måreväxter. Inga underarter finns listade i Catalogue of Life.